# Plehniidae
Plehniidae är en familj av plattmaskar. Enligt Catalogue of Life ingår Plehniidae i ordningen Polycladida, klassen virvelmaskar, fylumet plattmaskar och riket djur, men enligt Dyntaxa är tillhörigheten istället fylumet plattmaskar och riket djur. Enligt Catalogue of Life omfattar familjen Plehniidae 4 arter. 
Kladogram enligt Catalogue of Life och Dyntaxa:
| Plehniidae | \| \| Discocelides \| \| \| \| \| \| Plehnia \| \| \| \| |
|            | \| \| Discocelides \| \| \| \| \| \| Plehnia \| \| \| \| |
|            | Callioplanidae                                           |
|            |                                                          |
|            | Cestoplanidae                                            |
|            |                                                          |
|            | Cryptocelidae                                            |
|            |                                                          |
|            | Emprosthoparnygidae                                      |
|            |                                                          |
|            | Euryleptidae                                             |
|            |                                                          |
|            | Hoploplanidae                                            |
|            |                                                          |
|            | Latocestidae                                             |
|            |                                                          |
|            | Leptoplanidae                                            |
|            |                                                          |
|            | Pericelidae                                              |
|            |                                                          |
|            | Planoceridae                                             |
|            |                                                          |
|            | Polyposthiidae                                           |
|            |                                                          |
|            | Prosthiostomidae                                         |
|            |                                                          |
|            | Pseudoceritidae                                          |
|            |                                                          |
|            | Stylochidae                                              |
|            |                                                          |
|            | Discocelides                                             |
|            |                                                          |
|            | Plehnia                                                  |
|            |                                                          |

|  | Discocelides |
|  |              |
|  | Plehnia      |
|  |              |